# Variación equivalente

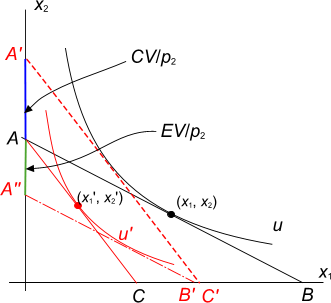
Variación equivalente

La Variación equivalente (EV) mide la máxima (mínima) cantidad de dinero que un consumidor pagaría (aceptaría recibir) para evitar un cambio de precios, antes de que ocurriese. Debido a que el significado del término "equivalente" puede no estar claro, que también se llama variación extorsiva. A John Hicks (1939) se le atribuye la introducción del concepto de variación compensatoria y variación equivalente.
Es una herramienta útil cuando los precios actuales son el mejor lugar para hacer una comparación.
El valor de la variación equivalente se da en términos de la función de gasto ({\displaystyle e(\cdot ,\cdot )}) como
{\textstyle EV=e(p_{0},u_{1})-e(p_{0},u_{0})}
{\displaystyle =e(p_{0},u_{1})-w}
{\displaystyle =e(p_{0},u_{1})-e(p_{1},u_{1})}
donde {\displaystyle w} es el nivel de riqueza, {\displaystyle p_{0}} y {\displaystyle p_{1}} son los antiguos y los nuevos precios, respectivamente, y {\displaystyle u_{0}} y {\displaystyle u_{1}} son los niveles de utilidad antiguos y nuevos, respectivamente.

## Forma de la función de Valor
Equivalente, en términos de la función de valor ({\displaystyle v(\cdot ,\cdot )}) también llamada Utilidad Indirecta,
{\displaystyle v(p_{0},w+EV)=u_{1}}
Esto puede demostrarse que es equivalente a la anterior mediante la adopción de la función de gasto de ambos lados en 
{\displaystyle p_{0}}
{\displaystyle e(p_{0},v(p_{0},w+EV)=e(p_{0},u_{1})}
{\displaystyle w+EV=e(p_{0},u_{1})}
{\displaystyle EV=e(p_{0},u_{1})-w}
Una de las tres ecuaciones anteriores idénticas.